# Antonio Aiazzi
Antonio Aiazzi (Firenze, 17 maggio 1958) è un tastierista italiano, noto per essere stato fondatore e componente dei Litfiba dal 1980 al 1997, dal 2003 al 2006, dal 2012 al 2015 e infine ha collaborato alla realizzazione dell'ultimo album in studio Eutòpia.

## Biografia

Aiazzi (al centro) nei Litfiba.

Soprannominato "il Marchese", fa parte dei Litfiba dal 1980 al 1990; poi dal 1990 al 1997 continua l'attività di musicista come compositore e collaboratore del gruppo.
Parallelamente all'attività con i Litfiba, nel periodo tra gli anni ottanta e novanta, ha fondato con Gianni Maroccolo e Francesco Magnelli il gruppo dei Beau Geste, dedito in particolare alla composizione di colonne sonore per spettacoli teatrali, pubblicando due dischi per la Materiali Sonori. La sua passione per questo tipo di musica continua nel tempo, da "L'Eneide" del gruppo teatrale Kripton a fiction (Solo x te) e opere cinematografiche, L'Amico Arabo, Voci d'Europa di Corso Salani per il cinema e una lunga collaborazione con il regista Massimo Luconi per il teatro. Dal 1989 al 1996 suona la tastiera nella sigla di Italia 1 film, ciclo di film in onda su Italia 1.
Produttore discografico e session man, ha suonato con diversi artisti (Negrita, Paolo Belli, Pino Scotto, Angela Baraldi) e in numerosi lavori usciti per l'etichetta indipendente IRA di Firenze. Collaborazione nel 1996 con “Tempo Reale” del maestro Luciano Berio, per il disco “Mondi Sommersi” dei Litfiba.
Dal 1996 al 2001 ha collaborato con il comune di Prato, nell'ambito della progettazione musicale e per i giovani, tra questi Banco Rock un progetto di tutoraggio artistico e di formazione musicale per le giovani band musicali, realizzato nelle scuole superiori di Prato con produttori professionisti (10 edizioni). È stato responsabile artistico di Officina Giovani-Prato spazio dedicato alle attività artistiche giovanili (musica, teatro, danza, pittura/scultura). Oltre alla creazione di progetti formativi (tecnica audio e luci) in partenariato con aziende locali con inserimento lavorativo.
1997 creazione evento “Sarajevo anno zero“ , composizione e rappresentazione dell'opera musicale dei Beau Geste “Anno Zero“, unico live della band con Gianni Maroccolo e Francesco Magnelli.
2000/2002 - Coordinatore di AMT (Antenna Musicale Toscana) finanziato da Regione Toscana, per la progettazione e i finanziamenti nella musica extracolta. Progetto di formazione Leonardo “IT MUSIC PLACEMENT “ (tirocini all'estero sui bandi di formazione della comunità EU) sui formati digitali Audio/Video.
Nel 2003 fa ritorno nei rinnovati Litfiba realizzando la colonna sonora di Tomb Raider Larasong e il disco in studio essere o sembrare del 2005.
Nel 2005 collabora al progetto IG (Ivana Gatti – Gianni Maroccolo)
Dal 2007 si occupa principalmente di editoria e giochi da tavolo, con la Rebus Project e poi con Giochi Briosi, pubblicando i giochi: I Toscanacci, L'Italia & gli Italiani, I Romanacci, Vita di Gesù, Venezia & i Veneti, Milano, titoli usciti per l'editore Giochi Uniti, dedicandosi al settore marketing e distributivo e creando meccanismi di gioco. Segue sempre progetti formativi su band musicali e compone colonne sonore.
Il 1º giugno 2012 Antonio Aiazzi torna sul palco con i Litfiba dopo circa 6 anni, in occasione dell'esibizione della band al Nelson Mandela Forum, riunendo così tutti i superstiti della formazione originale degli anni '80, in ricordo di Ringo De Palma, batterista storico della band, prematuramente scomparso proprio il 1º giugno del 1990.
Il 2 agosto si esibisce al festival di Radicondoli (SI).
Il 30-31 gennaio 2013, Antonio Aiazzi si è esibito coi Litfiba nella formazione originale, in due concerti celebrativi della cosiddetta Trilogia del potere, comprendente i dischi che gli stessi Litfiba produssero tra il 1983 e il 1989. I due spettacoli si sono tenuti presso la discoteca rock milanese Alcatraz. Da queste due esibizioni, verrà tratto un cd live in uscita nel marzo 2013 e un tour di date in varie città italiane. Il successo delle due prime date, porta alla creazione di un tour vero e proprio a marzo e aprile con una ripresa estiva in tutto 17 date. Poi nel 2014 questa formazione stessa formazione sarà headliner del Trafic Festival in piazza San Carlo a Torino (presenti 40/50.000 persone) e a Castelsardo per il 31 dicembre.
A maggio 2014 viene presentata la nuova Eneide di Krypton (un nuovo canto) al teatro studio di Scandicci (FI). Dopo 30 anni la riproposizione di questo disco cult dei Litfiba. Nel 2015 questo spettacolo è in tour, con rappresentazioni a Opera di Firenze e Teatro Argentina (Roma) e altre date in Italia.
Dal 2014 riprende la progettazione e creazione di eventi culturali/musicali per centri commerciali," La fiera della musica " , in questo contenitore vengono proposti anche percorsi formativi e di informazione musicale.
Dal 2016 torna a suonare con il progetto di Gianni Maroccolo per portare in live, NEAP (nulla è andato perso), tratto in gran parte dal disco di Maroccolo con Claudio Rocchi Vdb23/Nulla è andato perso, al live parteciperanno anche Andrea Chimenti, Simone Filippi ( Üstmamò ) e Beppe Brotto. Il 4 marzo 2017 esce per la Contempo Records il disco triplo vinile live del concerto NEAP.
Nel 2016 collabora nuovamente con i Litfiba, suonando le tastiere nell'album Eutòpia.
Il 24 novembre 2017 esce il primo disco solista di Antonio Aiazzi - Linea Gialla che nasce dai suoni della strada per poi sperimentare la musica in un mondo elettronico (Piano-music, electronics e field-recordings). Uscito per la Contempo Records.
A febbraio 2021 con Gianni Maroccolo viene realizzato il disco Mephisto Ballade per Ala Bianca / Contempo Records. Le prime uscite del Live Mephisto Ballade a Roma Europa Festival.
Serata all'Arena di Verona, in omaggio a Franco Battiato. Con Gianni Maroccolo, Andrea Chimenti e Beppe Brotto.
Da marzo 2021 ha dato il via ad un progetto di residenze artistiche nel teatro Marchionneschi di Guardistallo (PI) zona Cecina. Sviluppando e sperimentazione un nuovo approccio di luogo di produzione culturale (RAM)

## Discografia

### Solista

#### Album
- 2017 – Linea gialla
- 2021 – Mephisto Ballad - come Aiazzi / Maroccolo

#### Singoli ed EP
- 2019 – Joyce - come Newdress Featuring Antonio Aiazzi

### Con i Litfiba
- 1982 – Guerra
- 1982 – Luna/La preda
- 1983 – Eneide di Krypton
- 1984 – Yassassin
- 1985 – Desaparecido
- 1986 – Transea
- 1986 – 17 re
- 1987 – 12-5-87 (aprite i vostri occhi)
- 1988 – Litfiba 3
- 1989 – Pirata
- 1990 – El diablo
- 1993 – Terremoto
- 1994 – Colpo di coda
- 1994 – Spirito
- 1995 – Lacio drom (buon viaggio)
- 2003 – Larasong
- 2005 – Essere o sembrare
- 2013 – Trilogia 1983-1989 live 2013
- 2016 – Eutòpia

### Con i Beau Geste
- 1990 – Chaka (Materiali sonori) con gli Africa X
- 1991 – Per il teatro (Materiali sonori)
- 1997 – Il tetto del mondo (CPI)
- 2014 – Eneide - Un nuovo canto (Tannen Records)

### Partecipazioni
- 1990 - Colori che esplodono (con i Timoria)
- 1991 - Ritmo e dolore (con i Timoria)
- 1994 - Progetto sinergia (con Pino Scotto)
- 2020 - Italia, America e ritorno con "Amici miei" (testo e musica: Luciano Della Santa)
- 2024 - Libidal (con Davide Matrisciano)